# Z-6特奥多尔·里德尔号驱逐舰
Z-6“特奥多尔·里德尔”号（德語：Z 6 Theodor Riedel）是德国国家海军暨战争海军于1930年代中期建造的十六艘1934级驱逐舰的六号舰，得名于在一战中阵亡的原帝国海军第六鱼雷艇半区舰队司令、海军上尉特奥多尔·里德尔。该舰于1935年7月18日开始在不来梅的德希马格船厂铺设龙骨，1936年4月22日下水，至1937年7月2日交付使用，在战前的大部分时间都用于训练。
1939年9月第二次世界大战爆发之初，Z-6号在北海布设了防御性雷区。接下来的几个月里，它又负责掩护其姊妹舰于1939年末至1940年初在英国水域布设进攻性雷区。该舰参与了挪威战役的早期阶段，于1940年4月上旬将部队运送到特隆赫姆地区；同年晚些时候又被调往德占法国，在那里执行了一次布雷任务，但由于发动机故障而于11月返回德国接受维修。Z-6号在完成维修三天后便搁浅，严重受损，直到1942年5月才重新投运。1942年，该舰被转移到挪威，并于7月准备袭击一支前往苏联的护航船队时再度搁浅。维修工作于12月完成，使它得以在同年年底参与巴伦支海海战，以及在1943年年中参加德国对斯匹茨卑尔根岛的进攻。经过另一次漫长的改装后，Z-6号于1944年中期开始在丹麦和挪威之间护送舰船，并一直持续到1945年5月。在5月8日战争结束前，它还曾多次前往东普鲁士营救难民。
在盟军决定如何处置缴获的德国舰艇时，Z-6号在1945年余下的时间里一直处于英国人的控制之下，最终它于1946年初被分配予法国，并更名为克莱贝尔号（法語：Kléber）。同年晚些时候，该舰重新投运，但于1948年至1951年间在瑟堡进行了重建和现代化改造。完工后，它被编入地中海分舰队服役了数年。1953年底，克莱贝尔号被列入预备役，但直到1957年才除籍，并于次年拆解报废。

## 设计
Z-6“特奥多尔·里德尔”号的水线长和全长分别为114米和119米，而在1939年加长舰艏后，则使得全长增至120米。它有11.3米的舷宽以及最大4.23米吃水深度；设计排水量为2,171吨，满载时则可达3,110吨。该舰由两台瓦格纳齿轮传动蒸汽轮机提供动力，各负责驱动一副直径为3.25米的三叶螺旋桨。过热蒸汽则由六台瓦格纳水管锅炉供应，这使得它在70,000匹軸馬力（52,000千瓦特）额定功率下的设计航速为36節（67每小時），但在海试期间曾实际达到72,100匹軸馬力（53,800千瓦特）和36.4節（67.4每小時）。Z-6号最多可贮存752吨燃料油，理论上能够以19節（35每小時）的速度的巡航4,400海里（8,100），但实际它在运用过程中重心过高，30%的燃料必须作为压舱物保留在舰内。事实证明，19节航速时的有效行程仅为1,530海里（2,830）。舰只的标准船员编制为10名军官和315名水兵，在担任区舰队旗舰时还可额外增加4名军官和19名水兵。
该舰装备有五门127毫米34式速射炮，架设在带有炮挡的单装炮座上。其中舰艛的前后各有两门采用背负式布置，第五门则安装在后部舰艛的顶端，并从前到后编为1至5号。防空武器由安装在与后部烟囱并排的一对双联装炮座上的四门37毫米30式速射炮和六门单座20毫米30式高射炮组成。此外，该舰还在中心线上的两个四联装动力操纵式底座上安装有八具533毫米鱼雷发射管，每个底座配备一对重新装填装置。四个深水炸弹发射器则安装在艉后部甲板室的侧面，再辅以舰艉两侧的六具单装深水炸弹支架，合共可携带32或64枚炸弹。布雷轨道安装在后甲板，最多可贮存60枚水雷。到1940年8月，舰上还安装了一套称为“群听装置”的被动式水听器用于探测潜艇，并安装了主动式声纳系统。
战争期间，该舰的轻型防空武器装备也得到了多次增强。经改良的20毫米38式炮取代了原来的30式炮，至1941年又加装了三门。艉部遮蔽甲板上的两门炮被替换为一个20毫米的四联装底座，这可能是在1942年中期完成。改进后的37毫米42式高射炮是否取代了原本的37毫米炮已无从考证，但到战争结束时，Z-6号已经拥有了一座四联装、两座双联装和六座单装20毫米炮。

## 历史
Z-6“特奥多尔·里德尔”号得名于1916年5月31日指挥V-48号鱼雷艇在日德兰海战中阵亡的德意志帝国海军第六鱼雷艇半区舰队司令、海军上尉特奥多尔·里德尔。它于1935年1月9日由德国国家海军所订购，自同年7月18日开始在不来梅的德希马格船厂铺设龙骨，建造序列为900。该舰于1936年4月22日下水，至1937年7月2日竣工。随后，它作为第2驱逐支舰队的一份子参加了1937年末的海军演习，后于1938年6月8日在黑尔戈兰岛附近训练期间搁浅。撞击严重损坏了Z-6号的底部和两副螺旋桨，并使左舷涡轮机错位。该舰遂被拖到威廉港接受维修，但造船厂无法完全修复涡轮机的基底，且其推力轴承也存在问题，直到1943年安装了一台新的涡轮机。1938年8月，它跟随第2驱逐支舰队参加了海上阅兵以及接下来的舰队操练。该支舰队于10月陪同装甲舰施佩伯爵将军号前往地中海，并在相继访问了维戈、丹吉尔和休达后归国。从1939年2月到8月，Z-6号在威廉港进行了长时间的改装。
第二次世界大战爆发后，该舰开始与其姊妹舰在德意志湾布设防御性雷区。10月期间，它还在斯卡格拉克海峡巡逻，以查验来往的中立国船舶是否有搭载违禁品。11月12日至13日晚，Z-6号及其两艘姊妹舰又试图前往英国海岸附近布设雷区，但它和Z-7“赫尔曼·舍曼”号在遭遇机械故障后不得不返航。该舰于1940年2月10日至11日夜晚则为另一次类似的行动提供掩护。2月22日，Z-6号与另外五艘姊妹舰Z-1“莱贝雷希特·马斯”号、Z-3“马克斯·舒尔茨”号、Z-4“理夏德·拜岑”号、Z-13“埃里希·克尔纳”号和Z-16“弗里德里希·埃科尔特”号共同执行“维京行动”，前往多格滩拦截英国拖网渔船。在途中，该区舰队据信遭到德国空军第26轰炸联队的一架He 111轟炸機误击。Z-1号被至少一枚炸弹命中，失去控制，并在断成两半后沉没，导致280名船员丧生。在救援过程中，Z-3号则撞上了一枚水雷而沉没，舰上308名官兵全数遇难。阿道夫·希特勒下令召开调查法庭，以查明损失的原因，结论是两艘舰均是被He 111轰炸机的炸弹所击沉。德国海军既未向其麾下的驱逐舰告知德国空军当时正在进行反舰巡逻，也未知会德国空军其麾下的驱逐舰会在海上。但战后的研究表明，当中的一艘或全部两艘舰可能是撞上了由英国驱逐舰艾凡赫号和勇猛号布设的雷区。
在1940年4月“威悉演习行动”的挪威战役期间，该舰被编入第二集群，任务是运送第3山地师的第139山地猎兵团与重巡洋舰希佩尔将军号一同攻占特隆赫姆。这些舰只于4月6日开始装载部队，并于第二天启航。Z-6号及其姊妹舰Z-5“保罗·雅各比”号和Z-8“布鲁诺·海涅曼”号各率领一个连的山地部队，负责夺取保卫特隆赫姆峡湾入口的堡垒。在出其不意地通过堡垒后，这些舰只得以轻松让部队登陆并占领了堡垒。所有同行的驱逐舰都在途中遭受了风暴的破坏，且由于补给舰未能如期抵达而燃料不足。因此当希佩尔海军上将奉命回国后，为了保卫港口，Z-6号于4月10日在一个沙洲上坐滩，成为固定的火炮和鱼雷发射装置。第二天，该舰便遭到了从暴怒号航空母舰起飞、隶属第816海军航空中队的九架剑鱼式鱼雷轰炸机的袭击。令人惊讶的是，英国人的鱼雷只是击中了砂质岩石，并在离舰只不远处爆炸。十天后，Z-6号重新浮出水面，并被拖到特隆赫姆进行维修。在那里，它成为第一艘配备FuMO-21型雷达的德国驱逐舰，而舰上的一组鱼雷发射管则被移除并重新安装在阿格德內斯附近的陆地上，以改善当地的防御。工程于6月7日完结，该舰得以驶回威廉港接受大修。
大修过后，Z-6号于9月9日启程调往德占法国。该舰自此以布雷斯特为基地，并于9月28日至29日夜间在法尔茅斯湾布设水雷，最终仅致沉了5艘、总计2,026总吨的船舶。由于持续受到左舷涡轮机问题的困扰，它只得于11月5日重回威廉港进行维修。在此期间，舰只曾被一枚练习鱼雷击中，又因锅炉舱火灾造成进一步损坏，导致维修工作一直持续到1941年8月9日。三天后，Z-6号启程前往挪威，但途中撞上了一处暗礁，将舰底的七个舱室撕裂，并导致两副螺旋桨轴失灵。它先是被拖到卑尔根接受临时修理，然后又被拖到基尔，是次维修则一直持续到1942年5月10日。
Z-6号于6月11日被调往挪威，它是在“跳马行动”中被指派为战列舰提尔皮茨号提供护航的四艘驱逐舰之一，试图袭击前往苏联的PQ-17号北极护航船队。7月2日，这些舰只从特隆赫姆出发展开第一阶段行动，但被派往护航提尔皮茨号的三艘驱逐舰——包括Z-6号都在黑暗和浓雾中搁浅，被迫返回港口进行维修。再加上装甲舰吕措号在同一天搁浅时遭受的破坏，行动很快就被取消了。Z-6号先是在特隆赫姆进行临时维修，后于7月25日被拖回德国接受永久性修复。三天后，它们遭到了三架英国博福特式鱼雷轰炸机的攻击，但没有造成任何影响。

### 巴伦支海海战

Z-6号于1943年状态的识别图

Z-6号于1942年12月重新投运，并与吕措号一同返回挪威及时参与“彩虹行动”，试图拦截当月底从英国驶往苏联的JW-51B号护航船队。在12月31日早晨发现船队后，Z-6号、吕措号和其它两艘驱逐舰奉命与船队交战，而希佩尔将军号和另外三艘驱逐舰则负责牵制船队的护航舰。然而，德国未能完成它们的袭击，只击沉了一艘驱逐舰、一艘扫雷舰和一艘商船，同时自己也损失了一艘驱逐舰。
1943年2月初，Z-6号护送布雷舰丽蝇号在巴伦支海的基利金岛附近布设了雷区。次月，该舰及其姊妹舰Z-5号和Z-20“卡尔·加尔斯特”号于3月31日驶往扬马延岛，计划与突围舰雷根斯堡号会合。它们搜寻了好几天，直到日益恶劣的天气迫使它们带着风暴损伤返回港口。德国人并不知道，雷根斯堡号已于3月30日遭到一艘英国巡洋舰拦截并击沉。Z-6号随后驶向特隆赫姆进行维修，但在4月6日，由于燃料的水污染导致其几乎丧失了所有动力，险些在途中失事。幸亏拖船及时赶到，它才避免了被漂上岸。9月，该舰又参与了“西西里行动”，负责运送第230步兵师第349掷弹兵团的部队，并连同由另外八艘驱逐舰护航的战列舰提尔皮茨号和沙恩霍斯特号一起，摧毁挪威在斯匹次卑尔根岛上的设施。这次行动虽然取得了成功，但主旨是为了提振驻扎在北极的舰艇士气，因为燃料短缺限制了它们的活动，而盟军在五周后便重建了设施。Z-6号随后开始为在斯卡格拉克海峡周边航行的己方船队提供护航，直到12月初返回德国接受另一次大修。
随着大修于1944年6月完成，该舰恢复了此前在斯卡格拉克海峡的护航职责，但8月发生的再一次锅炉舱火灾使其需要在奥斯陆进行长时间维修。它于11月18日在丹麦的腓特烈港又不慎撞上防波堤后受损，至1945年1月7日才重新投运。Z-6号此后一直留在挪威南部和丹麦，直到当地驻舰奉命于5月5日驶入波罗的海，协助德国人从赫拉半岛撤退。在哥本哈根卸下难民后，该舰再次航行到赫拉，并于5月7日返回哥本哈根。三天后，船员们在基尔投降。

### 战后役期

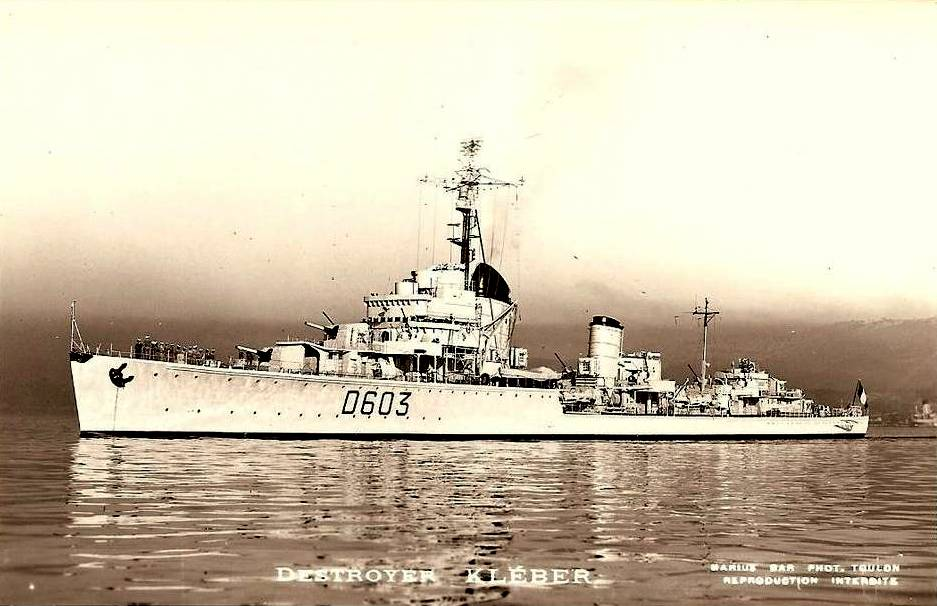
在法国海军服役的克莱贝尔号

在决定其命运的过程中，Z-6号由英国人控制并保留了德国船员，于1945年6月在威廉港进行大修。它最初在1945年底被割让予英国，并于次年1月中旬航行到罗塞斯。与此同时，法国人提出抗议，并因此得到了Z-6号和另外三艘驱逐舰。1946年2月4日，该舰在瑟堡正式移交，并以法国将领让-巴蒂斯特·克莱贝尔的姓氏重新命名为“克莱贝尔”号。
克莱贝尔号于8月31日至9月10日接受了短暂的改装，然后在10月28日至12月21日期间开展了一次前往波尔多的训练巡航。在这次航行中，它于10月31日救起了失事煤船法兰西-埃莱娜号（France-Hélène）的船员。该舰于1947年被编入第1驱逐支舰队，并获颁T03号作为舷号。同年年底，克莱贝尔号负责护送潜艇多里斯号前往伦敦德里以归还英国，再于11月25日返回瑟堡。该舰于1948－1951年间进行了重建，其舰桥得到扩大，原有的轻型防空武器被六门波佛斯40毫米60倍径高射炮取代，第五门127毫米炮则被拆除，并安装了美国制雷达。1951年12月20日，它从瑟堡驶往新驻地土伦。自此，克莱贝尔号被编入地中海分舰队的第3驱逐支舰队，并在接下来的两年里多次访问了法属北非的港口。该舰于1953年10月调回瑟堡，12月20日被降级为预备役。法国海军于1957年对其进行了评估，发现舰体状况已经非常糟糕，因此它于4月10日遭除籍，废舰体也于同一天被重命名为Q85号。该舰最终于次年在鲁昂拆解报废。